# Жылыбулак (Жетысуская область)
Жылыбулак (каз. Жылыбұлақ, до 2005 г. — Новый Мир) — село в Каратальском районе Жетысуской области Казахстана. Входит в состав Бастобинского аульного округа. Код КАТО — 195047300.

## Население
В 1999 году население села составляло 799 человек (411 мужчин и 388 женщин). По данным переписи 2009 года, в селе проживало 818 человек (442 мужчины и 376 женщин).